# La cortigiana (Pietro Aretino)
La cortigiana è una commedia in prosa in cinque atti di Pietro Aretino, composta in prima stesura a Roma tra il febbraio e il luglio del 1525.
La commedia venne poi riscritta e data alle stampe in seconda stesura a Venezia nel 1534, per i tipi del celebre stampatore Francesco Marcolini da Forlì.

## Prologo
In scena entrano l'istrione dell'argomento e l'istrione del prologo i quali, dopo aver litigato, si rivolgono al pubblico, credendo che sia composto in maggior parte da gente nobile, insultano beffardamente gli spettatori e di seguito narrano lo spunto della commedia. La vicenda lussuriosa di genere erotico-goliardico è ambientata a Roma, definita la nuova Babilonia, e il protagonista è un giovane di nome Maco de' Coe da Siena, terribilmente malato e inchiodato a letto dalla febbre. Il padre disperato, fa voto che il figlio sarebbe diventato un monaco se il Signore lo avesse fatto guarire. Miracolosamente Maco si riprende e così è mandato nella Capitale, dove incontra Maestro Andrea, che si offrirà di fargli da pedagogo, ma dove incrocerà anche lo sguardo della bella Camilla Pisana.

## Primo atto
Trasferitosi a Roma, Maco incontra il giovane Maestro Andrea, un tipo molto promettente e gentile, il quale avverte Messer Maco che prima di diventare cardinale deve imparare l'arte dell'essere cortigiano e lui può insegnargliela. Per strada i due passeggiando comprano un libro da un venditore, intitolato "Il cortigiano sfortunato" e decidono di leggerselo. Ma mentre un giorno Maco scorge dalla finestra una bella ragazza, di cui si innamorerà, un domestico prende il libro e comincia a leggerlo avidamente, senza farsi notare. Intanto fuori la stanza altri due servitori: Rosso e Cappa, segretamente origliati da due colleghi: Flaminio e Valerio, servi di Messer Parabolano di Napoli, si lamentano del trattamento che riserba Andrea nei loro confronti e lo considerano anche uno sciocco perché si è fatto rubare dei gioielli, consegnandoli a due imbroglioni. Ma ciò che agita i due servitori è che hanno scoperto una notte Parabolano che si agitava nel sonno, gridando il nome di Laura, la moglie di messer Luzio, mentre si masturbava. 
Più tardi Parabolano manda il Rosso a comprare un regalo per un suo amico, ma questo preferisce tirare un brutto colpo a un pescatore fiorentino, chiedendo di vendergli delle lamprede. Dopo averci litigato, il Rosso si reca da un prete, confidandogli che il pescatore è posseduto da un demone; l'uomo si precipita col sacrestano e dei chierichetti, mentre il furfante fugge con i pesci nel palazzo. Intanto Andrea sta impartendo alcune lezioni a Maco e di seguito formulano alcune critiche sull'empietà.

## Secondo atto
Mentre i due servitori cuociono le lamprede, Rosso freme dall'impazienza di raccontare a qualcuno il suo segreto della notte precedente riguardante Parabolano e così si reca dall'amica fattucchiera Aloigia. Questa, sentita la storia, gli comunica che il desiderio dell'uomo è irrealizzabile perché Laura già è sposata e ciò potrebbe compromettere l'onore di Parabolano. Intanto Maco cerca di sapere più notizie riguardanti una certa Camilla di Pisa, scorta alcuni giorni prima dalla finestra e comincia a scriverle delle poesie. Qualche giorno dopo Maco è convinto da messer Andrea e Zoppino a recarsi di notte sotto la casa di Camilla per farle una serenata. Anche un altro uomo è nei paraggi, un servitore di Maco che viene scambiato dai due per il suo padrone; egli, a sua volta, crede che i due siano delle guardie romane e quindi si dà alla fuga più sfrenata. Grillo raggiunge il padrone, comunicandogli che le guardie sono sulle sue tracce, dato che il padrone non aveva ancora effettuato il regolare permesso di soggiorno a Roma e così si dà alla fuga. Solo alla fine Grillo viene avvicinato da Andrea e Zoppino i quali gli rivelano che la storia del permesso di soggiorno era tutta una burla di gusto romanesco.

## Terzo atto
Valerio è furioso con Rosso perché Messer Parabolano lo preferisce ai suoi servigi e così i due uomini vivono in un forte clima di tensione. Infatti Rosso, come si sa, è molto più scaltro e viscido dell'altro e vuole subito sbarazzarsi di Valerio finché non giunge Aloigia a rimettere a posto le cose. Così accade che comincia a nascere un rapporto di amicizia tra Parabolano e Aloigia. Intanto Maco, sempre in fuga, viene accolto dal nobile napoletano e subito si va a confidare con il servo. Egli comunica a Rosso che si è appena innamorato di una prostituta; Rosso è costretto a sentire i pensieri sdolcinati del nobile, mentre vorrebbe aiutare Aloigia liberandola dalle grinfie del pomposo Parabolano. Così il servo pensa bene di mandarla a lavorare dal fornaio Ercolano. Ora bisogna pensare ad aiutare Maco con il suo desiderio ed i servi hanno la brillante idea di trasformarlo fisicamente in un altro e per far ciò lo immergono in una vasca termale, con l'aiuto del dotto Mercurio.

## Quarto atto
Rosso e Valerio nel palazzo del Parabolano continuano sempre a bisticciare ed a farsi sgarbi l'un l'altro finché non giunge il padrone. L'uomo si è appena innamorato di Laura e vorrebbe conoscerla, così Rosso si trova davanti l'occasione per raggirare sia il padrone che il rivale. Prima di tutto fa apparire a Parabolano il domestico Valerio come un pazzo furioso, facendolo così cacciare dal palazzo e poi con l'aiuto di Aloigia gli presenta Togna, moglie del fornaio Ercolano.
 Dato che, come dice il proverbio, l'occasione fa l'uomo ladro, Rosso ne approfitta per giocare un altro tiro mancino: questa volta nei confronti di un mercante ebreo. Il servo gli chiede di vendergli una tonaca per il padrone che vuole farsi monaco. Rosso convince l'uomo ad avvicinarsi il più possibile e di infilargli l'abito, per poi chiedergli di voltarsi. Il mercante fa tutto ciò che gli ordina Rosso che, mentre l'altro è girato, scappa a ambe levate, inseguito dal mercante. Subito entrambi vengono presi dalle guardie e condotti in caserma dove Rosso, grazie ai suoi trucchi, fa arrestare l'uomo.
Intanto Grillo, recatosi a Siena per prelevare dalla nobile casa del padre di Maco uno specchio, torna nuovamente a Roma per prepararsi a ricevere il nuovo Maco. Infatti le cure termali hanno completamente cambiato l'aspetto del nobile e così Grillo gli mostra lo specchio. Sul finire del quarto atto, Rosso s'incontra di nuovo con Aloigia e le comunica il piano astuto che egli ha messo in atto.

## Quinto atto
Togna è sull'uscio che aspetta il marito, che tarda ad arrivare perché ubriaco fradicio. Era talmente ubriaco che non si è accorto che la moglie è uscita, dopo aver preso i suoi vestiti e aver fatto indossare a lui quelli femminili. Quando si sveglia e si accorge dell'inganno e monta su tutte le furie, decidendo di andarla a cercare. Intanto la combriccola di Maco, Andrea e Zoppino scopre che Camilla, la ragazza tanto amata dal toscano, non è altri che una volgare prostituta padrona di una casa di appuntamenti dove ha invitato un intero plotone di soldati spagnoli. Nel frattempo Parabolano, accompagnato da Aloigia, entra in camera dove lo aspetta Togna. Parabolano si accorge che Togna non è la Laura che desiderava e, da colui che rideva sempre alle burle fatte ad altri, passa ad essere beffato in prima persona. Valerio convince Parabolano a non fare sciocchezze, ma anzi a farsi raccontare la burla di cui è stato vittima ed essere il primo a riderne e poi a raccontarla. Parla così con Aloigia che gli confessa di averlo burlato, ma solo per bontà, dato che aveva paura che le sue pene d'amore lo facessero ammalare. Proprio in quel momento irrompe nella stanza Ercolano il quale, nonostante le frasi rassicuranti della moglie, sostiene di essere stato cornificato e minaccia di uccidere entrambi. I due però alla fine fanno pace. Sulla scena sopraggiunge anche Maco, scappato dalla finestra del bordello dopo essere stato ferito dagli spagnoli. Messere Maco racconta quello che gli è successo e Parabolano ordina a Valerio di andare da Messer Pattolo per fargli scrivere una commedia sulle due burle. Tutti si avviano a casa di Parabolano per concludere la serata. 
Alla fine l'istrione si gira verso il pubblico dicendo che se la commedia è stata lunga è perché a Roma le cose vanno per le lunghe. Nel caso la commedia non fosse piaciuta a lui interessa poco, in quanto nessuno li ha obbligati a guardarla. Se aspettano l'anno prossimo vedranno una commedia ancora più buffa, per chi avesse fretta invece basta che guardi Roma, verra palcoscenico della commedia appena finita.